# Ередія (провінція)
Ередія (ісп. Heredia) — одна з 7 провінцій Коста-Рики.

## Географія
Знаходиться в північній частині країни. Межує з провінціями Лимон на сході, Алахуела на заході, Сан-Хосе на півдні і державою Нікарагуа на півночі. Адміністративний центр — місто Ередія. Ередію часто називають «Сьюдад де Лас-Флорес» («місто квітів»). Ця назва стала популярною завдяки виробництву квітів, а також красі місцевих жінок.
Площа — 2657 км². Населення — 433 677 чол. (2011).

## Кантони
Провінція розділена на 10 кантонів:
1. Барва
2. Белен
3. Сан-Ісідро
4. Сан-Пабло
5. Сан-Рафаель
6. Санта-Барбара
7. Санто-Домінго
8. Сарапікі
9. Флорес
10. Ередія

## Галерея

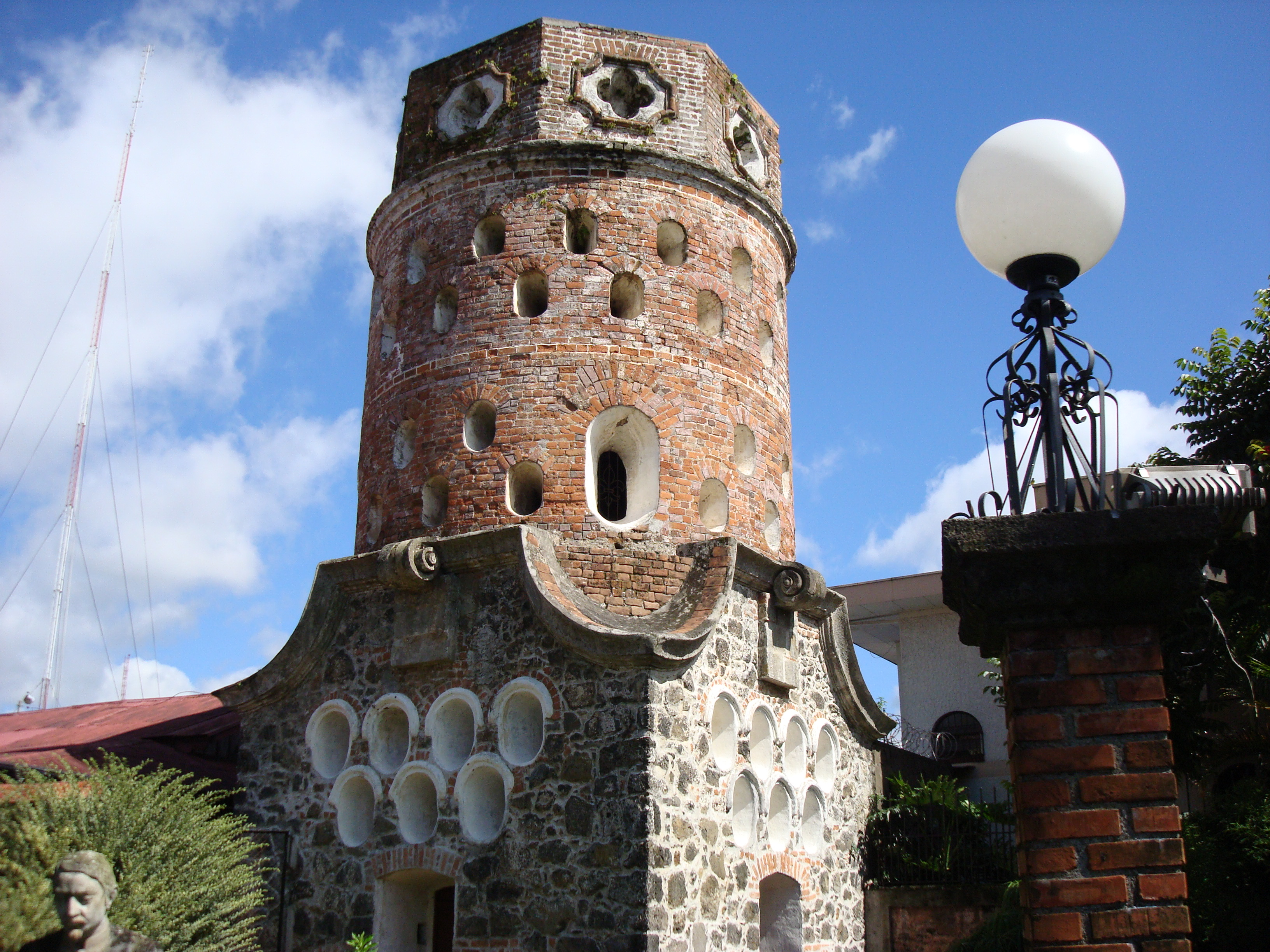
Малий форт в місті  Ередія
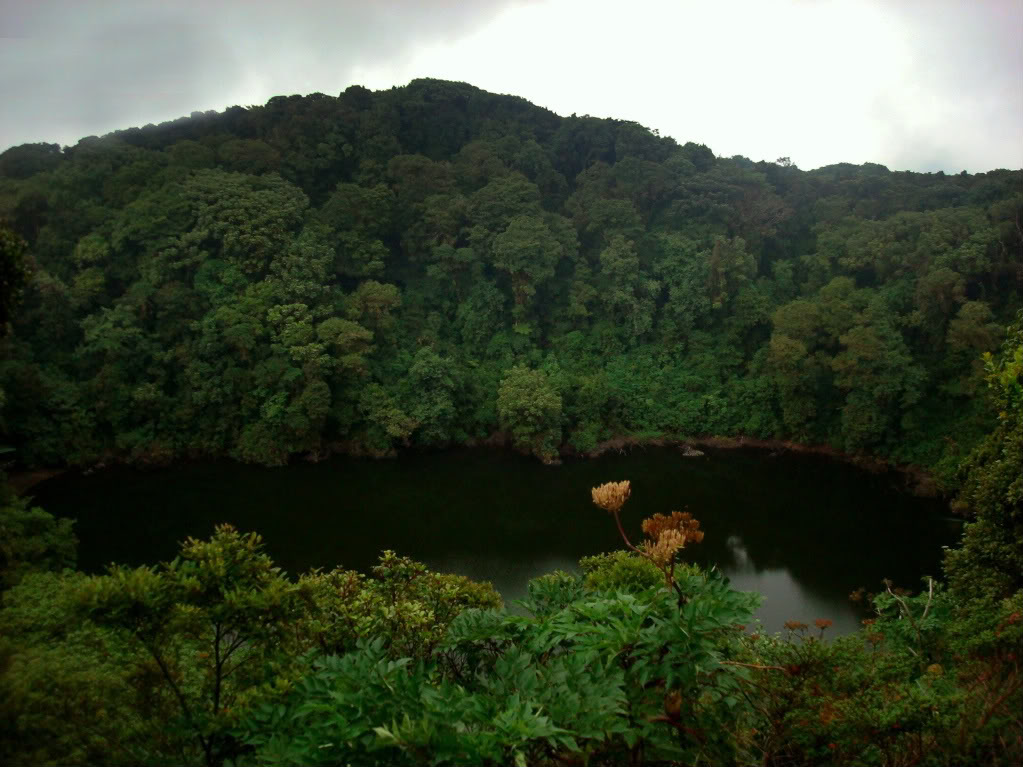
Кратер вулкана Барва
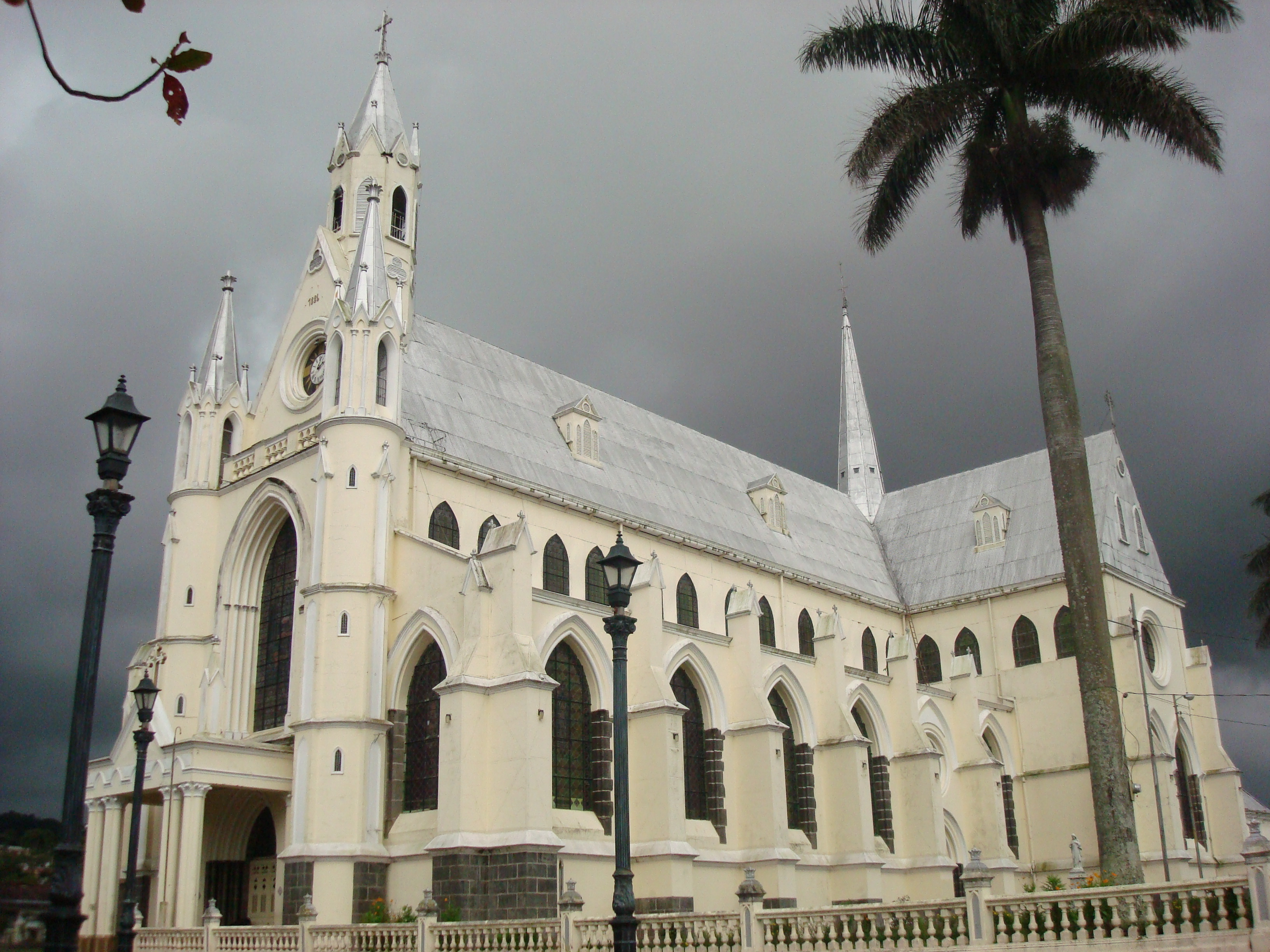
Собор в кантоні Сан-Рафаель
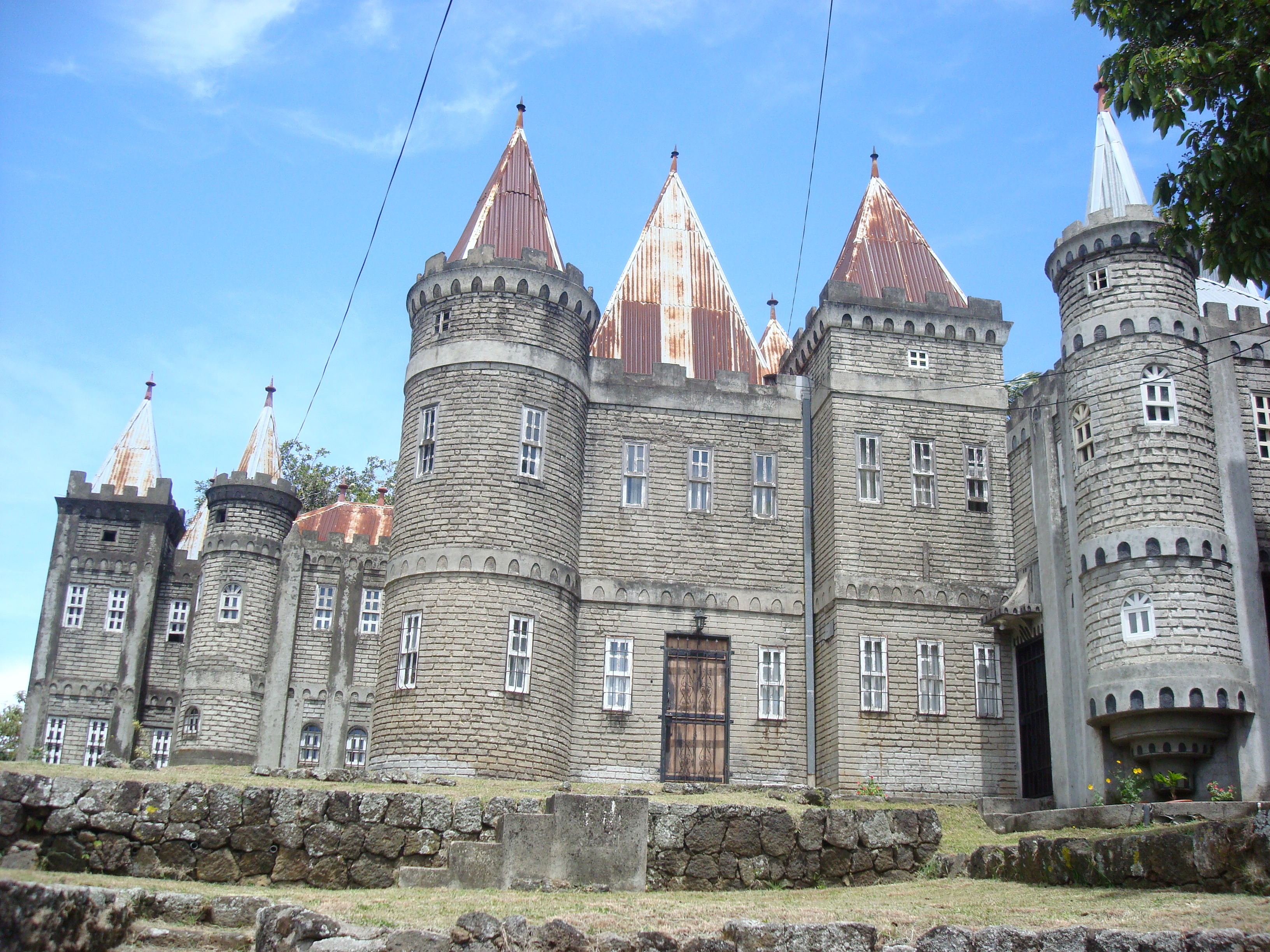
Замок в кантоні Барва